# 경원 (위)
경원(景元)은 중국 조위(曹魏) 원제(元帝)의 첫 번째 연호이다. 260년 6월에서 264년 5월까지 5년 동안 사용하였다.
같은 시기에 사용된 다른 연호로는 촉한(蜀漢)에서 사용한 경요(景耀 : 258년 ~ 263년), 염흥(炎興 : 263년), 오(吳)에서 사용한 영안(永安 : 258년 ~ 264년)이 있다.

## 개원
감로(甘露) 5년 6월 2일(260년 6월 27일)에 연호를 경원(景元)으로 개원함.

## 연대대조표
| 경원                | 원년           | 2년        | 3년        | 4년                 | 5년        |
| 서력                | 260년          | 261년      | 262년      | 263년               | 264년      |
| 육십간지 (六十干支) | 경진(庚辰)     | 신사(辛巳) | 임오(壬午) | 계미(戒未)          | 갑신(甲申) |
| 촉한 (蜀漢)         | 경요(景耀) 3년 | 4년        | 5년        | 6년 염흥(炎興) 원년 | -          |
| 오(吳)              | 영안(永安) 3년 | 4년        | 5년        | 6년                 | 7년        |

## 삭일(1일)
| 경원 원년 (260년) | 1월             | 2월             | 3월             | 4월             | 5월             | 6월             | 7월             | 윤7월           | 8월             | 9월             | 10월            | 11월            | 12월            |
| ----------------- | --------------- | --------------- | --------------- | --------------- | --------------- | --------------- | --------------- | --------------- | --------------- | --------------- | --------------- | --------------- | --------------- |
| 삭일(음력)        | 을유일 (乙酉日) | 을묘일 (乙卯日) | 갑신일 (甲申日) | 갑인일 (甲寅日) | 계미일 (癸未日) | 계축일 (癸丑日) | 임오일 (壬午日) | 임자일 (壬子日) | 신사일 (辛巳日) | 신해일 (辛亥日) | 경진일 (庚辰日) | 경술일 (庚戌日) | 기묘일 (己卯日) |
| 율리우스력        | 260년 1월 30일  | 2월 29일        | 3월 29일        | 4월 28일        | 5월 27일        | 6월 26일        | 7월 25일        | 8월 24일        | 9월 22일        | 10월 22일       | 11월 20일       | 12월 20일       | 261년 1월 18일  |
| 경원 2년 (261년)  | 1월             | 2월             | 3월             | 4월             | 5월             | 6월             | 7월             | 8월             | 9월             | 10월            | 11월            | 12월            |                 |
| 삭일(음력)        | 기유일 (己酉日) | 기묘일 (己卯日) | 무신일 (戊申日) | 무인일 (戊寅日) | 정미일 (丁未日) | 정축일 (丁丑日) | 병오일 (丙午日) | 병자일 (丙子日) | 을사일 (乙巳日) | 을해일 (乙亥日) | 갑진일 (甲辰日) | 갑술일 (甲戌日) |                 |
| 율리우스력        | 261년 2월 17일  | 3월 19일        | 4월 17일        | 5월 17일        | 6월 15일        | 7월 15일        | 8월 13일        | 9월 12일        | 10월 11일       | 11월 10일       | 12월 9일        | 262년 1월 8일   |                 |
| 경원 3년 (262년)  | 1월             | 2월             | 3월             | 4월             | 5월             | 6월             | 7월             | 8월             | 9월             | 10월            | 11월            | 12월            |                 |
| 삭일(음력)        | 계묘일 (癸卯日) | 계유일 (癸酉日) | 임인일 (壬寅日) | 임신일 (壬申日) | 신축일 (辛丑日) | 신미일 (辛未日) | 신축일 (辛丑日) | 경오일 (庚午日) | 경자일 (庚子日) | 기사일 (己巳日) | 기해일 (己亥日) | 무진일 (戊辰日) |                 |
| 율리우스력        | 262년 2월 6일   | 3월 8일         | 4월 6일         | 5월 6일         | 6월 4일         | 7월 4일         | 8월 3일         | 9월 1일         | 10월 1일        | 10월 30일       | 11월 29일       | 12월 28일       |                 |
| 경원 4년 (263년)  | 1월             | 2월             | 3월             | 윤3월           | 4월             | 5월             | 6월             | 7월             | 8월             | 9월             | 10월            | 11월            | 12월            |
| 삭일(음력)        | 무술일 (戊戌日) | 정묘일 (丁卯日) | 정유일 (丁酉日) | 병인일 (丙寅日) | 병신일 (丙申日) | 을축일 (乙丑日) | 을미일 (乙未日) | 갑자일 (甲子日) | 갑오일 (甲午日) | 갑자일 (甲子日) | 계사일 (癸巳日) | 계해일 (癸亥日) | 임진일 (壬辰日) |
| 율리우스력        | 263년 1월 27일  | 2월 25일        | 3월 27일        | 4월 25일        | 5월 25일        | 6월 23일        | 7월 23일        | 8월 21일        | 9월 20일        | 10월 20일       | 11월 18일       | 12월 18일       | 264년 1월 16일  |
| 경원 5년 (264년)  | 1월             | 2월             | 3월             | 4월             | 5월             | 6월             | 7월             | 8월             | 9월             | 10월            | 11월            | 12월            |                 |
| 삭일(음력)        | 임술일 (壬戌日) | 신묘일 (辛卯日) | 신유일 (辛酉日) | 경인일 (庚寅日) | 경신일 (庚申日) | 기축일 (己丑日) | 기미일 (己未日) | 무자일 (戊子日) | 무오일 (戊午日) | 정해일 (丁亥日) | 정사일 (丁巳日) | 병술일 (丙戌日) |                 |
| 율리우스력        | 264년 2월 15일  | 3월 15일        | 4월 14일        | 5월 13일        | 6월 12일        | 7월 11일        | 8월 10일        | 9월 8일         | 10월 8일        | 11월 6일        | 12월 6일        | 265년 1월 4일   |                 |

## 같이 보기
- 중국의 연호